# Williamsfield, Illinois
Williamsfield är en ort i Knox County i delstaten Illinois, USA.